# Ernst-Happel-Stadion
Das Ernst-Happel-Stadion (bis 1992 Praterstadion, manchmal auch Wiener Stadion genannt) ist ein Fußballstadion mit Leichtathletikanlage in der Leopoldstadt, dem 2. Gemeindebezirk der österreichischen Hauptstadt Wien. Es ist das Nationalstadion und mit 50.865 Zuschauerplätzen mit Abstand das größte Stadion Österreichs. Das nach Ernst Happel benannte Stadion zählt zur UEFA-Stadion-Kategorie 4. In ihm finden die Heimspiele der österreichischen Fußballnationalmannschaft statt. Ferner wurden zeitweise das ÖFB-Cup-Finale, Europacup-Spiele der Wiener Clubs und die Wiener Stadt-Derbys im Ernst-Happel-Stadion ausgetragen. Die Sportstätte war Austragungsort von sieben Partien der Fußball-Europameisterschaft 2008 (u. a. des Endspiels) und wurde im Hinblick auf das Turnier umfassend renoviert.
Eigentümer des Stadions ist die Stadt Wien (Magistratsabteilung 51 – Sportamt der Stadt Wien).

## Infrastruktur
Bei Konzerten im Stadion können auf dem Rasen bis zu 19.000 Plätze dazukommen. Neben den Sportstätten befinden sich in einem rund um das Stadion an- und teilweise unter das Stadiondach eingebauten Bürogebäude Dienststellen verschiedener Magistratsabteilungen der Stadt Wien.

## Geschichte

### Bis 1945
Schon 1915 fasste die Stadt Wien die Errichtung eines Zentralstadions ins Auge. Etliche Entwürfe, darunter ein Stadion mit Schwimmbad und Autorennbahn am Schönbrunner Fasangarten, wurden eingereicht, konnten kriegsbedingt aber nicht realisiert werden. Nach Gründung der Republik kam es dann erneut zu einer großen Standortdebatte. Als Alternativen zum Prater standen unter anderem die Hohe Warte, der Augarten und der etwas entlegene Cobenzl in Diskussion.
„1928 beschloss der Gemeinderat der Stadt Wien anlässlich des 10. Jahrestages der Republik Österreich für eine Arbeiterolympiade 1931 eine Stadionanlage zu errichten. In der Wettbewerbsauslobung wurde die Planung einer Gesamtanlage gefordert, die alle Sportarten erfassen sollte, vom Fußball- und Schwimmsport bis zum Fahrrad und Motorradrennen, Hockey und Tennis, daneben aber auch einen Tanzring, ein Naturtheater, eine Festwiese und Erfrischungshallen.“ Zum Wettbewerb wurden im Herbst desselben Jahres zwei österreichische Architekten (Hubert Gessner und das Büro Hoppe und Schönthal) und zwei deutsche (Otto Ernst Schweizer und das Büro Balser und Bromme) aufgefordert. „Das Programm eines solchen Sportparks orientierte sich stark an den Vorstellungen von Carl Diem und war von den Stadien in Frankfurt, Nürnberg und Köln beeinflusst.“ Für die Bearbeitung der Ideenentwürfe standen nur ca. sechs Wochen zur Verfügung. Während die beiden österreichischen Teilnehmer als Otto-Wagner-Schüler die Sportanlagen in klassische Garten- und Parkanlagen integrierten, lag der Schwerpunkt der deutschen im konstruktivistisch, funktionalen Ansatz. Schweizer, der drei verschiedene Konzepte ablieferte und einen Vorschlag machte zur Verlagerung des Projekts an den später realisierten Standort, wurde mit der Ausführung beauftragt. Die Fürsprache des Wiener Stadtrats und Sozialpolitikers Julius Tandler und Schweizers 1928 fertiggestellte Nürnberger Stadionanlage dürften dabei eine wichtige Rolle gespielt haben.

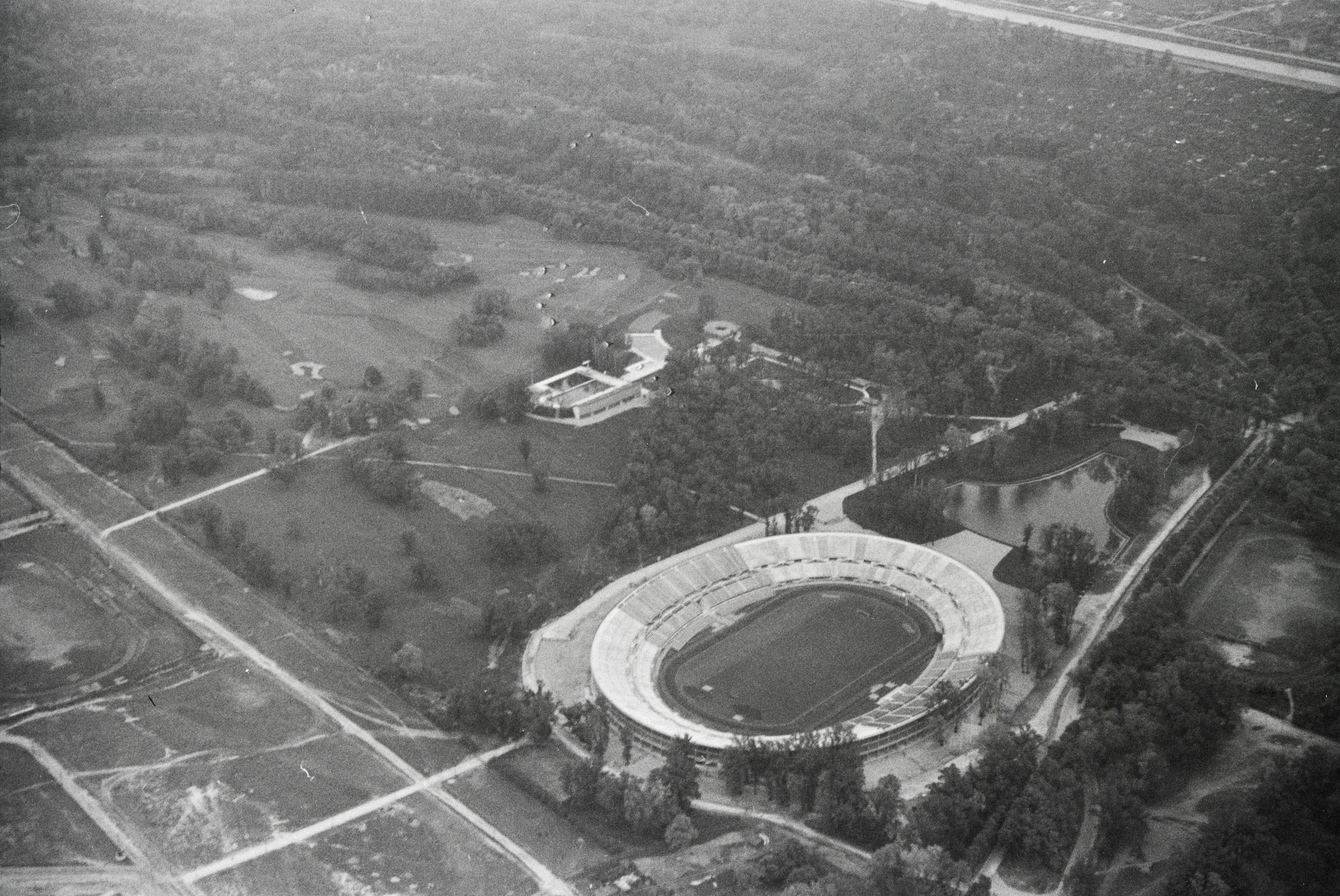
Praterstadion auf einer Luftaufnahme 1932

Die Grundsteinlegung erfolgte schließlich unter Bürgermeister Karl Seitz im November 1928. Der Entwurf sah „nicht nur eine Sportarena, sondern zugleich ein multifunktionales Sportzentrum mit Trainingsplätzen, Turnhallen, einer Radrennbahn und einer Badeanlage vor“ und wurde nach Plänen von Schweizer und des österreichischen Bauingenieurs Rudolf Saliger von 1929 bis 1931 in 23 Monaten erbaut und am 11. Juli 1931 eröffnet. Die ursprünglich geplante Stadionüberdachung entfiel aus Kosten- und Zeitgründen. Schweizer leitete auch den Bau des benachbarten Stadionbads (mit 400.000 m² Grundfläche das größte Freibad Europas). Nach der Lage im Wiener Prater hieß die Anlage Jahrzehnte lang Praterstadion. Dieses galt damals als modernstes Stadion Europas, insbesondere wegen seiner kurzen Entleerungszeit von nur sieben bis acht Minuten. Anfänglich hatte es ein Gesamtfassungsvermögen von circa 60.000 Personen. Nach seiner Eröffnung fanden hier neben sportlichen auch immer wieder politische Veranstaltungen statt. Auf die „wollten aber weder die Sozialdemokratie noch die Christlichsozialen verzichten. Meist waren es nicht die Parteien selbst, die das Stadion für Massenveranstaltungen nutzten, sondern Vorfeldorganisationen (ASKÖ, Arbeitersängerbund), beziehungsweise die Christlich-deutsche Turnerschaft oder die Katholische Kirche. Am 12. Juni 1932 hielt der Gau Wien der Christlich-deutschen Turnerschaft Österreichs sein 2. Gau-Turnfest im Wiener Stadion ab.“
In der Zeit des Nationalsozialismus (1938–1945) wurde das Stadion zu militärischen Zwecken, als Kaserne und Planungsbüro sowie als Sammelstelle zur Deportation von Juden missbraucht. Zwischen 11. und 13. September 1939, nach dem Beginn des Überfalls auf Polen, wurden über tausend „polnisch-stämmige“ Wiener Juden auf Anordnung Reinhard Heydrichs in Gewahrsam genommen. Sie wurden in den Gängen von Sektor B unterhalb der Tribünen inhaftiert. An 440 Inhaftierten wurden vom Naturhistorischen Museum Wien vom 25. bis zum 30. September rassische Untersuchungen vorgenommen (Kraniometrie (Schädelmessung) u. ä.). Am 30. September wurden 1038 Inhaftierte in das KZ Buchenwald deportiert. Bereits am nächsten Tag fanden im Stadion wieder Fußballspiele statt. 44 Männer wurden Anfang 1940 freigelassen, 26 wurden 1945 befreit, der Rest wurde in KZ ermordet. Im Jahr 1988 erhielt eines der überlebenden Opfer, Fritz Kleinmann, vom österreichischen Staat für die Haft im Stadion eine Entschädigung von umgerechnet 62,50 Euro. Im VIP-Bereich erinnert eine 2003 auf private Initiative entstandene Gedenktafel an die Vorfälle.
1944 wurde das Stadion bei Bombenangriffen auf das Planungsbüro der Wehrmacht schwer beschädigt.

### Seit 1945

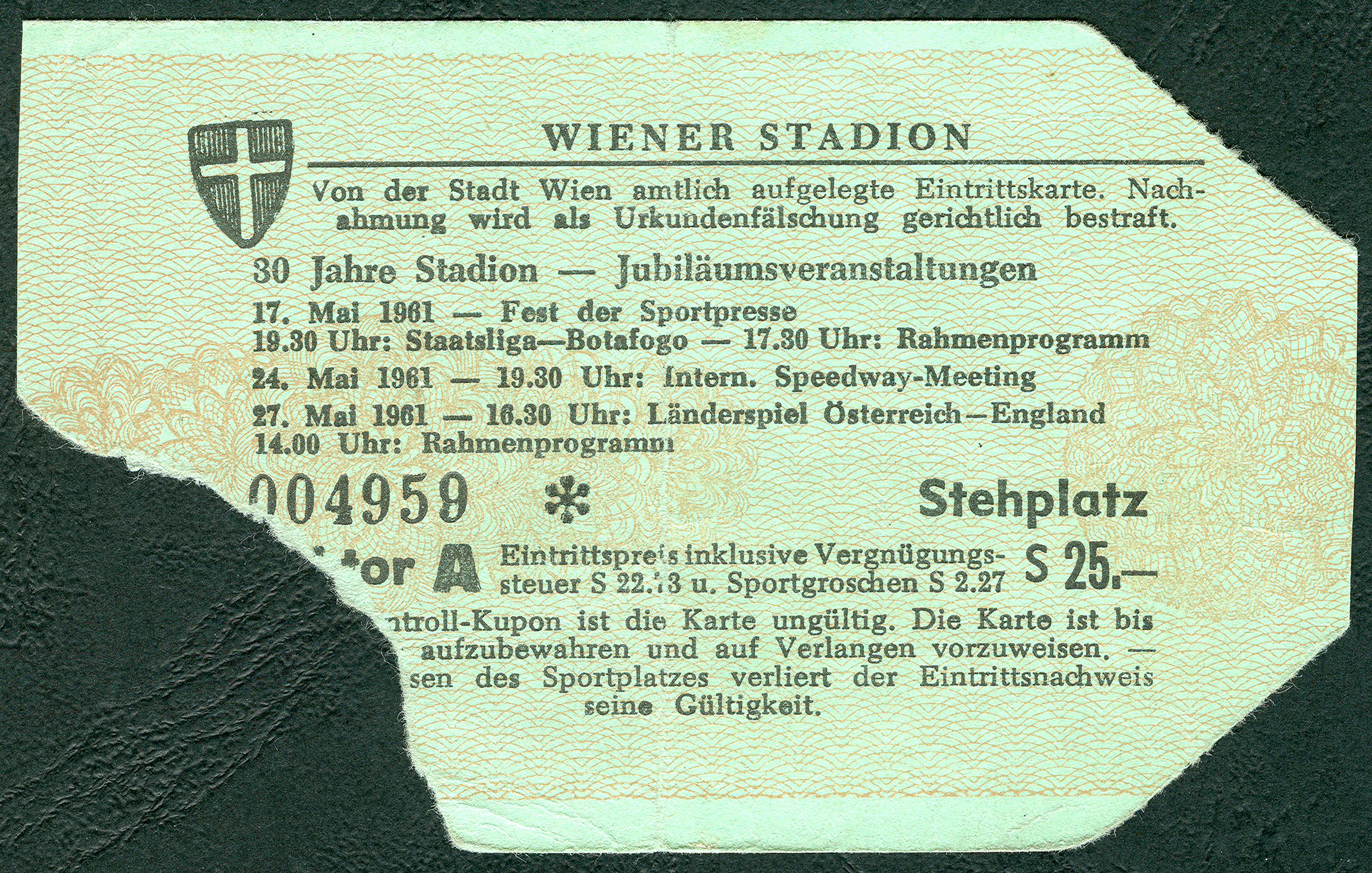
Amtliche Eintrittskarte von 1961 zu den Veranstaltungen zum 30-Jahre-Jubiläum

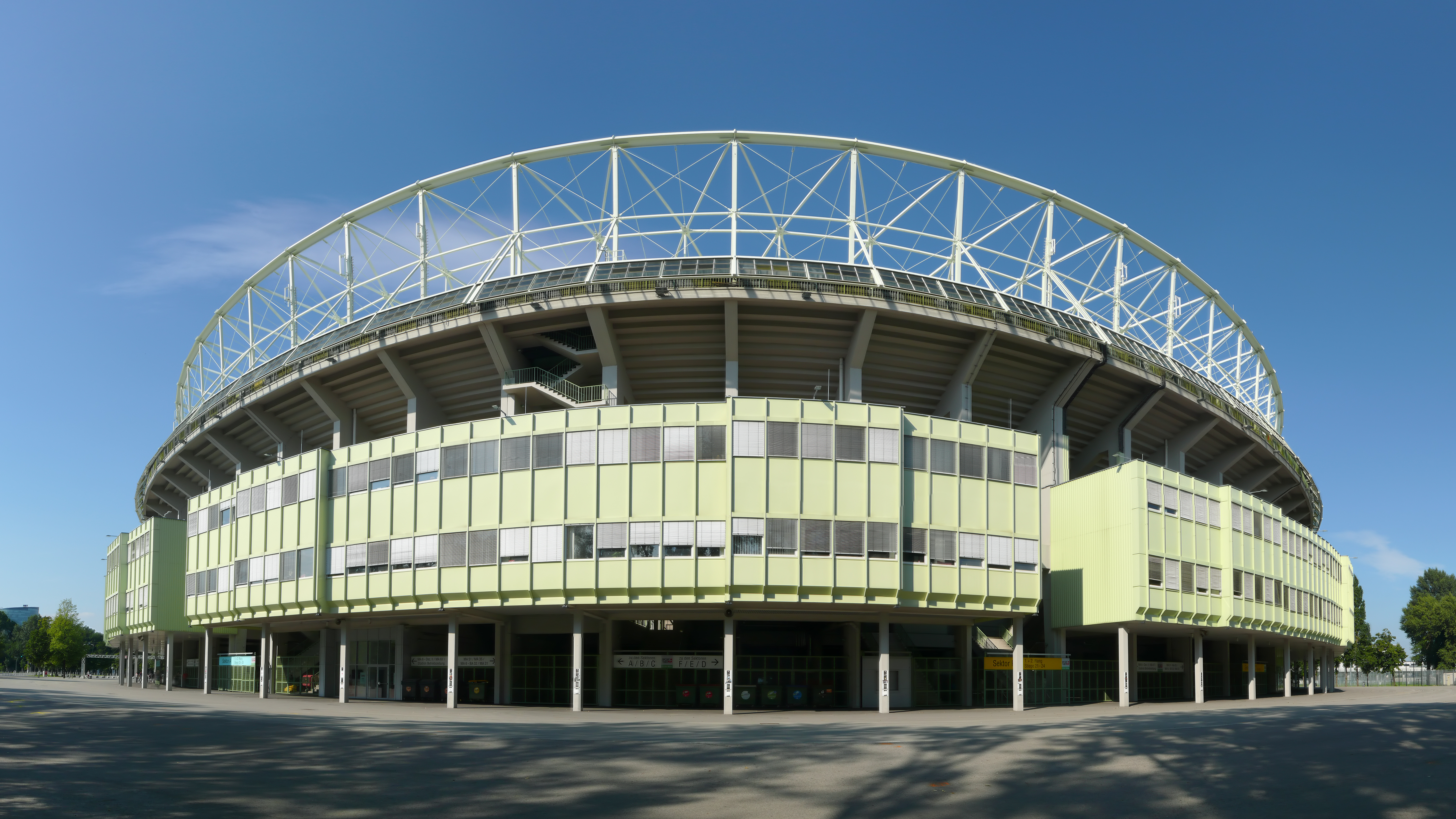
Ansicht von Süden

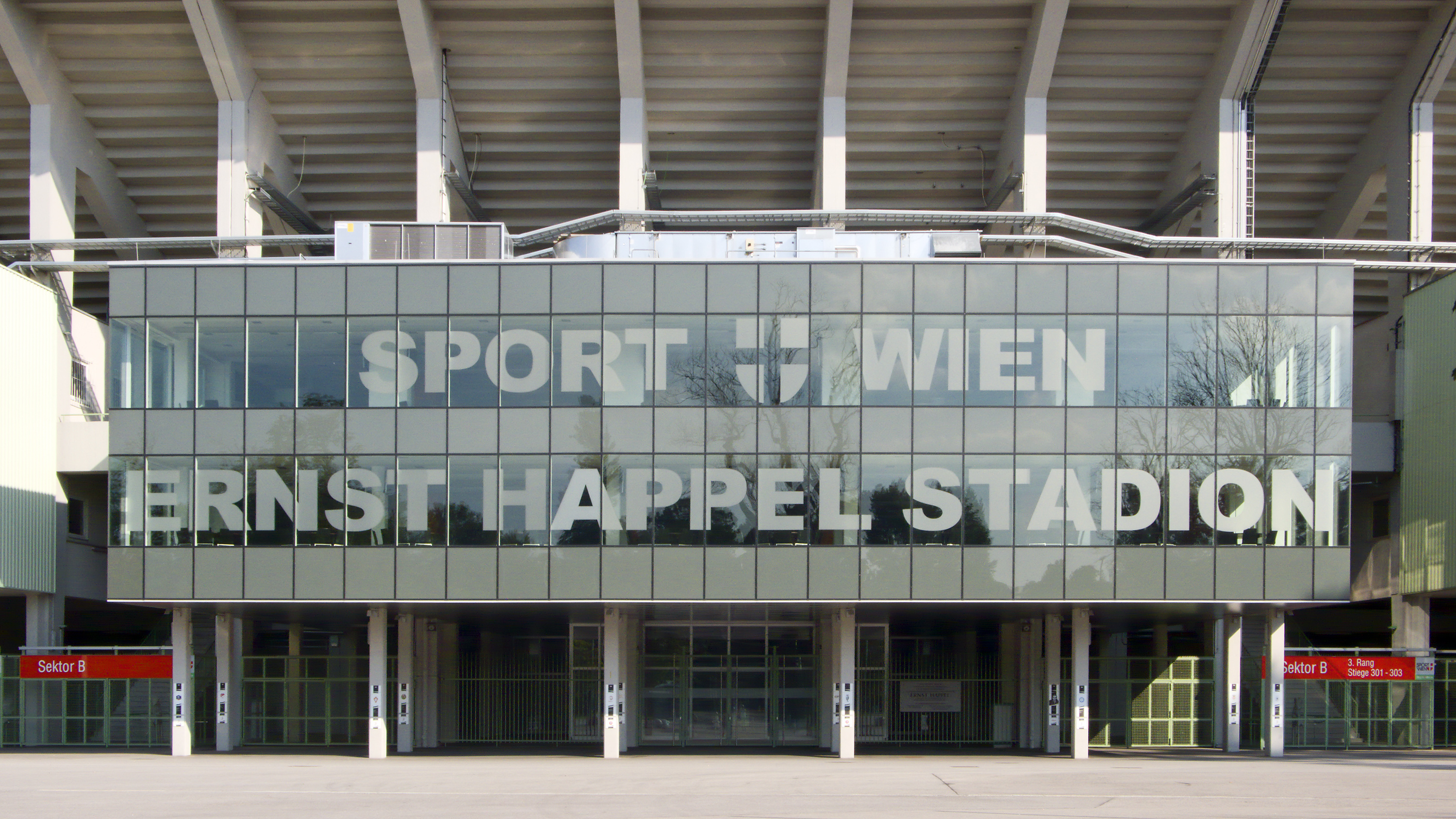
Westportal

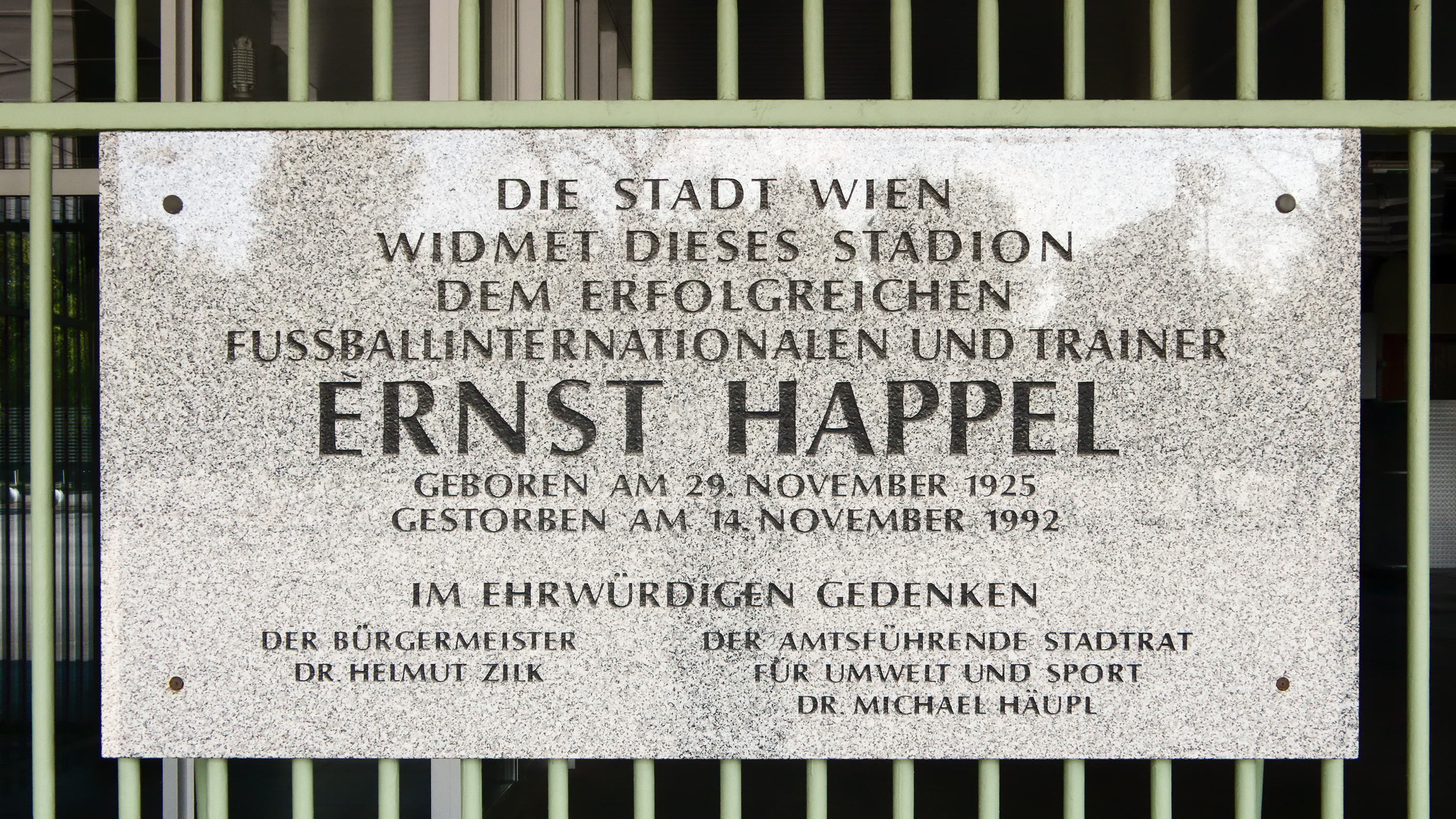
Gedenktafel am Westportal

Nach Kriegsende und dem Wiederaufbau wurde das Stadion wieder seiner ursprünglichen sportlichen Nutzung übergeben. Das „Spiel gegen Frankreich im Dezember 1945 sollte bei der Bildung eines österreichischen Nationalbewusstseins helfen. Die Gastgeber gewannen 4:1. Um ein neues Bild von Österreich zu zeichnen, war die Instandsetzung des Stadions ein vorrangiges Ziel. 1948 befand es sich wieder in einem ähnlichen Zustand wie vor dem Krieg. Mit dem einsetzenden Wirtschaftswunder wurde eine Erweiterung Thema, und schon 1959 wurde das Fassungsvermögen von rund 60.000 auf 90.000 Zuschauer vergrößert, davon 65.000 als Stehplätze. Damit wurde das Stadion eines der größten in einheitlich geschlossener Bauweise, also wie aus einem Guss errichtet, weltweit. Dass die Erweiterung von 1956 bis 1959 in gleicher Weise wie der Bestand errichtet wurde, war keiner gestalterischen Idee des Ingenieurs Friedrich Baravalle-Brackenburg und des Architekten Theodor Schöll geschuldet, sondern dem Pragmatismus. Aus 13 Entwurfsideen wurde jene realisiert, für die keine Stützen in den zweiten Rang gestellt werden mussten, um den neuen Rang zu tragen.“ Der Zuschauerrekord wurde mit 90.726 Zuschauern am 30. Oktober 1960 beim Fußball-Länderspiel Österreich-Spanien (3:0) erzielt. 1965 wurde das Fassungsvermögen jedoch wieder reduziert.
1984 bis 1986 wurden die Zuschauerplätze „nach dem sog. Knotenpatent (von Erich Frantl, Hofstädter, Zemler und Raunicher) mit 277 m auf 223 m und einer Auskragung von 50 m zur Stadionmitte überdacht. Es gehört damit zu einem der weitestgespannten Dachkonstruktionen der Welt“. Mit der Aufstockung und der Überdachung veränderte der einst flach gestreckte, nur ca. 14 m hohe Stadionbau als Architekturikone der Moderne, dessen Glasfassade man in den 1950er Jahren abgebaut hatte sein Aussehen.
Zur Wiedereröffnung am 29. Oktober 1986 wurde ein Freundschaftsspiel gegen Deutschland ausgetragen, welches Österreich mit 4:1 gewann. Auch das Finale des Europapokals der Pokalsieger 1969/70 zwischen Manchester City und Górnik Zabrze (2:1) wurde im Praterstadion ausgetragen. Im Gegensatz zu den Endspielen der UEFA Champions League und des Meistercups war es mit 7.968 Zuschauern nicht ausverkauft, wozu auch das Regenwetter beitrug. Nach dem Tod des ehemaligen österreichischen Spitzenspielers und Trainers Ernst Happel wurde das Stadion 1992 nach ihm benannt.
Von 2014 bis zum Sommer 2016 trat der SK Rapid Wien übergangsweise im Happel-Stadion an, da das alte Gerhard-Hanappi-Stadion durch den Neubau des Allianz Stadions ersetzt wurde. Der FK Austria Wien wich während des Umbaus der Generali Arena von 2016 bis zu der Neueröffnung der Arena im Jahr 2018 in das große Wiener Stadion aus.

### Höhepunkte
- 30. Oktober 1960: Fußball-Länderspiel Österreich – Spanien 3:0, Tore durch Helmut Senekowitsch (1:0), Horst Nemec (2:0) und Erich Hof (3:0), 90.000 Zuschauer[15]
- 27. Mai 1964: Inter Mailand – Real Madrid 3:1, 72.000 Zuschauer (Finale des Europapokals der Landesmeister 1963/1964)
- 29. April 1970: Manchester City – Górnik Zabrze 2:1, 7.968 Zuschauer (Finale Europapokals der Pokalsieger 1969/1970)
- 12. April 1978: FK Austria Wien – Dynamo Moskau 2:1 / 5:4 (i. E.), 72.000 Zuschauer (Rückspiel Halbfinale Europapokal der Pokalsieger 1977/1978)
- 29. Oktober 1986: Fußball-Länderspiel Österreich – Deutschland 4:1, Tore durch Anton Polster (1:0 und 2:1) und Reinhard Kienast (3:1 und 4:1), 55.000 Zuschauer, Eröffnung des renovierten Praterstadions (Komplettüberdachung)[16]
- 27. Mai 1987: FC Porto – FC Bayern München 2:1, 55.000 Zuschauer (Finale des Europapokals der Landesmeister 1986/1987)
- 23. Mai 1990: AC Mailand – Benfica Lissabon 1:0, 57.500 Zuschauer (Finale des Europapokals der Landesmeister 1989/1990)
- 26. April 1994: SV Casino Salzburg – Inter Mailand 0:1, 47.500 Zuschauer (1. Finalspiel des Europapokals des UEFA-Pokal 1993/1994)
- 24. Mai 1995: Ajax Amsterdam – AC Mailand 1:0, 49.730 Zuschauer (Finale der UEFA Champions League 1994/1995)
- 29. Juni 2008: Deutschland – Spanien 0:1, 51.428 Zuschauer (Finale der Fußball-Europameisterschaft 2008)

### Fußball-Europameisterschaft 2008
Bei der Fußball-Europameisterschaft 2008 war das Stadion Austragungsort des Finales. Zuvor wurden die drei Gruppenspiele der österreichischen Nationalmannschaft, zwei Viertelfinalspiele und ein Halbfinalspiel in Wien ausgetragen. Im Hinblick auf das Turnier wurden im ersten und zweiten Rang zusätzliche Sitzreihen eingebaut, die die Stadionkapazität auf 53.008 Plätze erhöhten. Die neuen Sitzreihen im ersten Rang mussten nach der EM wieder entfernt werden, weil der Leichtathletikverband auf der Nutzung der Laufbahn bestand. Die Sitzreihe im 2. Rang blieb hingegen erhalten und erhöhte die Kapazität nachhaltig um 1.040 Zuschauer.
Im Rahmen des Umbaus erhielt das Stadion im Sommer 2005 eine Rasenheizung sowie im Mai 2008 einen U-Bahn-Anschluss. Weiters wurden das Hauptmedienzentrum und das Stadionmedienzentrum zusammengelegt. Dafür wurde ein temporärer Zubau mit direktem Zugang zum Stadion errichtet. Für die V.I.P.-Gäste wurden neue Parkplätze geschaffen. Da für die Vorbereitung der Schlusszeremonie spezielle Räumlichkeiten mit direktem Zugang zum Innenraum des Stadions benötigt wurden, mussten auch Lagerbereiche und Büros errichtet werden. Die Kosten des Umbaus betrugen 39,6 Millionen Euro.
Um die Sicherheit der Europameisterschaft 2008 zu gewährleisten sowie die VIP-Parkplätze zu schaffen und Fanshops einzurichten, wurden im November und am 8. Dezember 2006 56 Bäume um das Stadion gefällt. Dies wurde zum Teil kritisiert, da von der UEFA zwar eine Sicherheitszone, jedoch nicht explizit die Fällung von Bäumen gefordert wurde. Von Seiten der politisch Zuständigen wurde den Baumfällungen zugestimmt, da die Fällungen in Hinblick auf eine nicht auszuschließende Terrorgefahr und die Sicherheit von bis zu 1500 möglichen Verletzten unumgänglich gewesen seien.
Nach der EM 2008 wurde, nicht zuletzt wegen der notwendigen Aufstockungen der Stadien in Wien, Salzburg, Innsbruck und Klagenfurt, massive Kritik laut: „Von der Fußballeuropameisterschaft 2008 in Österreich blieben vor allem verschwendete Steuergelder, juristische Kosten, leere Sitzplätze und ein riesen Stadion ohne Besucher“.

### Neubau oder Modernisierung

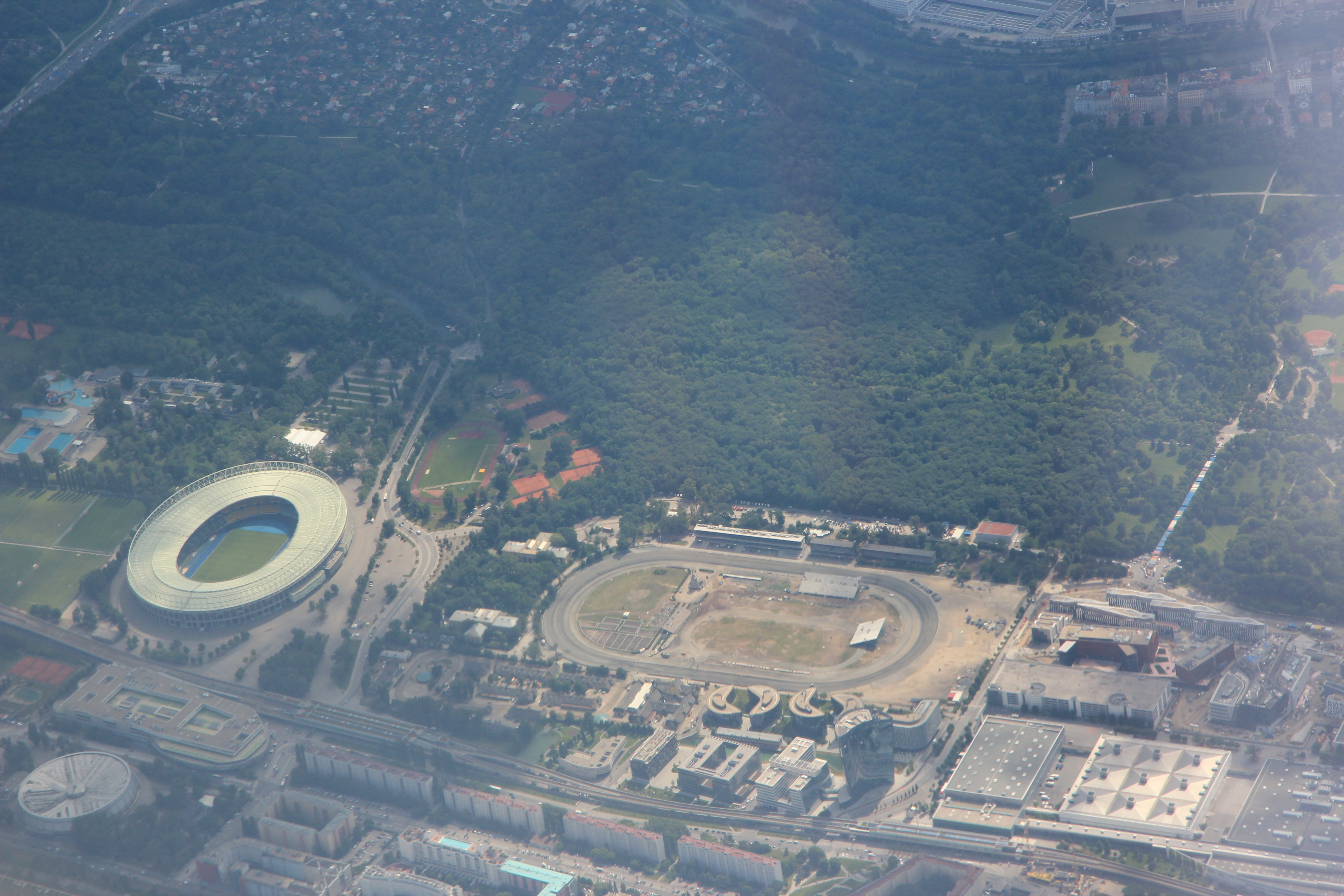
Ernst-Happel-Stadion und Krieau, Luftaufnahme 2013

Der österreichische Fußballbund ÖFB möchte das Happel-Stadion durch einen modernen Neubau ersetzen lassen. Schon 2014 forderte der Verband ein neues Stadion. Auf der Gegenseite steht die Politik mit der Stadt und dem Bund, die einen Umbau favorisieren. Für die Fußball-Europameisterschaft 2008 wurden rund 40 Mio. Euro in eine Modernisierung investiert. Einen weiteren Umbau hielt der ÖFB für nicht ausreichend. Anfang 2016 ließ die Stadt prüfen, „ob eine Sanierung sinnvoll ist oder ob ein Neubau überhaupt in Frage kommt“. Im August, nach Vorliegen einer Studie, schätzte Sportstadtrat Andreas Mailath-Pokorny (SPÖ) dann die Chancen für ein neues Nationalstadion eher gering ein.
Der ehemalige ÖFB-Präsident Leo Windtner setzte sich für ein reines Fußballstadion mit bis zu 60.000 Plätzen ein. Ein Bau dieser Größe würde laut Stadionwelt über 100 Mio. Euro kosten. Den Hauptteil der Kosten müsste die Stadt Wien tragen, da eine private Finanzierung zwar möglich wäre, aber nur schwer umsetzbar. Da die großen Wiener Clubs SK Rapid (Allianz Stadion) und FK Austria (Generali Arena) inzwischen beide in ihren neugebauten bzw. renovierten Stadien spielen, würden im Neubau pro Jahr durchschnittlich nur sechs Länderspiele stattfinden. Das Finale des ÖFB-Cups fand in den letzten Jahren im Klagenfurter Wörthersee Stadion statt. Dies würde für eine private Finanzierung nicht ausreichen. Präsident Windtner bevorzugte eine Multifunktionsarena, die auch für Konzerte, Messen und andere Veranstaltungen genutzt werden kann. Wegen der zu erwartend geringen Nutzung und der Baukosten halten Kritiker ein neues Nationalstadion für eine massive Verschwendung von staatlichen Geldern.
Im Februar 2017 lehnte die Wiener Stadtpolitik einen Neubau des Happel-Stadions ab. Sportstadtrat Mailath-Pokorny erteilte den Neubauplänen eine klare Absage. Momentan prüft die Stadt die Möglichkeit des Umbaus der 1931 eröffneten Sportstätte. Ein Aus- oder Umbau ist aber nur möglich, wenn ein sinnvolles und finanzierbares Konzept vorliegt. Trotz der Absage hoffte ÖFB-Präsident Windtner weiterhin auf ein neues Nationalstadion.
Während die Frage einer Modernisierung oder eines Neubaus weiter offen ist, wurde der Mietvertrag zwischen der Stadt Wien und dem ÖFB verlängert. Die Vereinbarung wurde am 10. Juni 2018 kurz vor dem Länderspiel gegen Brasilien durch ÖFB-Präsident Leo Windtner und Wiens Sportstadtrat Peter Hacker unterzeichnet. Damit wird die österreichische Nationalmannschaft weiterhin Partien im Happel-Stadion austragen. Auch die Corona-Pandemie zeigte Wirkung. Sportstadtrat Hacker erklärte, es sei gerade für viele die geringste Sorge, ein neues Stadion um Hunderte Millionen Euro zu bauen. Sollte tatsächlich zusätzliches Budget zur Verfügung stehen, wolle er dieses Geld in den Breitensport investieren. „Auch der ÖFB hat jetzt andere Schwerpunkte als das Stadion“, betonte er.
Trotz des Ausscheidens des österreichischen Teams bei der Europameisterschaft wurde 2021 erneut die Frage gestellt „ob Österreich nicht (auch) ein repräsentatives Nationalstadion braucht“. Die aktuelle Politik stehe einem Nationalstadion „zum Beispiel in Form einer Multifunktionsarena, grundsätzlich aufgeschlossen gegenüber, […] derzeit gebe es aber keine konkreten Überlegungen in Bezug auf den Standort Wien“, so der grüne Sportminister Werner Kogler. SPÖ-Sportstadtrat Peter Hacker äußerte sich deutlicher: „Wir sehen im Moment nicht die Sinnhaftigkeit einer großen Investition in das Happel-Stadion.“ Etwas mehr als ein Jahr später präzisierte Hacker seine Position, indem er „eine neuerliche Sanierung und Attraktivierung des Happel-Stadions in Aussicht stellt[e]. Aktuell werde die Substanz des Happel-Ovals umfassend überprüft“.
Im April 2023 wurden Pläne des Wiener Architekten Albert Wimmer für eine „Revitalisierung“ des Ernst Happel Stadions veröffentlicht. „Dafür möchte der Architekt eine gehängte Stahlkonstruktion zwischen dem zweiten und dritten Rang einziehen. Die dadurch verloren gegangenen normalen Sitzplätze will er ausgleichen, indem die – bei Fußballfans unbeliebte – Laufbahn – wie schon bei der EURO 2008 – mit einem zusätzlichen Rang überbaut wird. Dadurch würden die Fans obendrein wieder näher ans Spielfeld rücken können“.
Mit einem emotionalisierten Aufruf zum Abriss des Stadions erschien im Juni 2023 ein Leitartikel im Kurier. Ähnlich wie der ehemalige FPÖ-Sportminister Heinz-Christian Strache, („Ich bin verwundert, wenn ich höre, dass das Dach unter Denkmalschutz steht. Aber dieser unsinnige Denkmalschutz darf nicht schlagend werden“), und die Kronen Zeitung am 16. Januar 2022 in „Kuriose Denkmäler“ („Die denkmalgeschützte Architektur der Dachkonstruktion des 1931 erbauten Stadions im Prater ist ein zentrales Thema und steht einer möglichen Abrissbirne entgegen.“) argumentiert der Kurier-Kommentator: Wien habe „viele denkmalgeschützte Bauten, die brutalistische Betonschüssel ist es nicht, auch wenn die Dachkonstruktion gute Ingenieurkunst ist.“ Übersehen wird dabei, dass die Unterschutzstellung des kompletten Bauwerks im Jahre 2001 „unter der ÖVP-FPÖ-Regierung im Parlament beschlossen [wurde]. Die zuständige Sportministerin war Susanne Riess-Passer von der FPÖ.“ Die Kommentare zum Kurier-Leitartikel waren gespalten, was sich zwei Tage später in der Zeitung widerspiegelte: „Happel-Stadion: Soll es abgerissen werden?“ lautete die Umfrage. Etwas mehr als die Hälfte (57 %) der Kurier-Community stimmten dafür, 43 % dagegen.
Sachlichere Argumente zum Stadion in der Meiereistraße 7, das mit allen Veränderungen unter BDA: 8555, Objekt-ID: 4511 in der Liste der denkmalgeschützten Objekte in Wien/Leopoldstadt eingetragen ist, zur Wirtschaftlichkeit, zur Ökologie und zur Nutzung, waren am 7. Juni 2023 im Interview mit Sportstadtrat Peter Hacker zu vernehmen, in dem er mitteilte: Eine „vertiefende Bestandsanalyse soll bis Ende 2023 abgeschlossen sein. Das Stadion wird regelmäßig durch Sachverständige geprüft. Die vorliegenden Gutachten zeigen gleichlautende Lebensdauern von mehr als 40 Jahren für Dach und Tribünen. Die Bestandsanalyse soll diese Aussagen auf Herz und Nieren überprüfen, um auch für größere Investitionen abgesichert zu sein.“
Kurz danach gaben die Verkehrsstadträtin Ulli Sima und Öffi-Stadtrat Peter Hanke bekannt: die „Wiener Bim-Linie 18 wird zum Ernst-Happel-Stadion verlängert.“ Bis zum Herbst 2026 sollen die drei Kilometer Neugleise der Linie stehen, die auch die Stadionbrücke queren werden. Damit wird das Happel-Stadion unter anderem direkt an den Hauptbahnhof und den Westbahnhof angebunden.
Der Sieg des österreichischen Teams über Schweden (2:0) am 20. Juni 2023 „entfachte eine neue Euphorie“ und belebte gleichzeitig „die Diskussion um die Heimstätte der Auswahl in Bezug auf Abriss und Neubau. Von dem will die Stadt Wien, wie immer wieder betont, aber nichts wissen.“ Wichtigster Grund ist nicht mehr allein der Denkmalschutz, sondern, so Der Standard, „dass sich das Happel-Stadion vom Sportstadion zur Konzertarena gewandelt hat“, weshalb „der Sport kürzer treten soll“. Es sei Faktum, dass Veranstalter großer Welttourneen „ein starkes Interesse am Happel-Stadion haben und hier gerne und oft Konzerte veranstalten“. Forderungen nach einem Abriss und dem Neubau eines Nationalstadions, die der ÖFB erhoben hat, erteilte Wiens Sportstadtrat Peter Hacker (SPÖ) erneut eine deutliche Absage. Einerseits sei der Denkmalschutz für das Praterstadion ein großes Thema, andererseits seien die hohen Kosten für eine Fußballarena nur für ein paar ÖFB-Länderspiele pro Jahr nicht zu rechtfertigen... die Konzerte im Happel-Stadion finanzieren „de facto die Sportveranstaltungen“. Er stellte aber eine Sanierung und Attraktivierung des Stadions in Aussicht. Unter anderem werden auch versenkbare oder mobile Tribünen als Variante überlegt. Fixe Tribünen statt der Laufbahn sind hingegen laut den Wiener Sportstätten „nicht denkbar, weil sie den Fassungsraum bei Konzerten reduzieren würden“. Die Aufstellung von Zusatztribünen für das [völlig ausverkaufte] Länderspiel... am 13. Oktober gegen Belgien (EM-Qualifikation) „wurde vom ÖFB bedauerlicherweise abgelehnt.“
Das Dilemma – Zusatztribünen, Ja oder Nein – verdeutlichte der Kurier wenig später unter der Überschrift: Wieso das Happel-Stadion nicht erweitert wird: Der Österreichische Fußball-Bund hat gar nicht abgelehnt, sondern „eine entsprechende Anfrage für das Ernst-Happel-Stadion an die UEFA gerichtet und eine abschlägige Antwort erhalten. Nach der UEFA-Stadionordnung von 2018 ist es nicht erlaubt im Rahmen von Spielen des Nationalteams temporäre Tribünen zu Einsatz zu bringen.“ Diese Vorschrift ist jedoch nicht Teil der UEFA-Stadionordnung, sondern ist im UEFA-Stadioninfrastruktur-Reglement von 2018 niedergelegt unter Kapitel 18.02: „Die Tribünen müssen auf einem tragfähigen Unterbau befestigt sein und dürfen nicht auf einer Röhren-/Gerüststruktur abgestützt sein oder eine solche enthalten. Material, Struktur und Konstruktion der Tribünen müssen eindeutig für eine permanente Nutzung vorgesehen sein.“ Ein ähnlicher Text, allerdings nur als Empfehlung, findet sich auch in den Stadionbestimmungen der österreichischen Fußball-Bundesliga unter 5.4: „Es wird empfohlen, keine mobilen (provisorischen) Tribünen zu verwenden. Unter mobilen Tribünen sind Sitz- und Stehplatzgelegenheiten zu verstehen, die aufgrund ihres Materials, ihrer Struktur und ihrer Konstruktion nur für eine vorübergehende und nicht permanente Benutzung vorgesehen sind und nicht auf einem geeigneten, tragfähigen Unterbau befestigt sind.“
Ende September 2023 wird berichtet, dass „das Thema Neubau eines Stadions im Wiener Prater vom Tisch ist“. Die Gründe, von Sportstadtrat Peter Hacker erläutert, sind zum einen die Neuinvestitionen in Höhe von 50 Mio. Euro für eine Photovoltaikanlage auf dem Dach und weitere Adaptierungsmaßnahmen wie der Umbau der Trainingsplätze vor dem Stadion, sowie die oft zitierte Auslastung des Happel-Stadions. „93 Prozent des Umsatzes kommen von Open-Air-Konzerten. Wir als Stadt bekennen uns zu dem Stadion“, sagt Markus Ornig, Sportsprecher der Neos. Auch der Denkmalschutz ergebe lt. Hacker „null Bewegungsspielraum. Ich kenne kein Vorbild, wo der Denkmalschutz aufgehoben wird.“ "Grundlage für diese Entscheidung sind erste Zwischenergebnisse einer im Frühjahr 2023 beauftragten Substanzanalyse. Demnach sind das denkmalgeschützte Dach sowie Teile der Konstruktion bis zum Fundament zumindest bis Mitte der 2060er-Jahre „gebrauchstauglich“, wie es Sandra Hofmann, Geschäftsführerin der Wiener Sportstätten, formulierte. Auch werden Überlegungen angestellt für ein verschließbares Dach gegen Regen, wie beim Frankfurter Waldstadion und für die (umstrittene) Installation von mobilen Tribünenreihen. „Was tatsächlich umgesetzt wird, soll bis Ende 2024 in einem Partizipationsprozess mit dem ÖFB, zahlreichen anderen Vereinen sowie Event- und Konzertveranstaltern erarbeitet werden.“
Unklar bei den zitierten Berichten (auch Die Presse gehört dazu) ist der Hinweis, dass lediglich das Dach und nicht das gesamte Bauwerk (BDA: 8555, Objekt-ID: 4511 in der Liste der denkmalgeschützten Objekte in Wien/Leopoldstadt) unter Denkmalschutz stehen soll, „denn die Bausubstanz der Arena soll erhalten werden. Die Pläne für einen Abriss wurden vom Bundesdenkmalamt bereits in der Vergangenheit abgelehnt.“

## Galerie

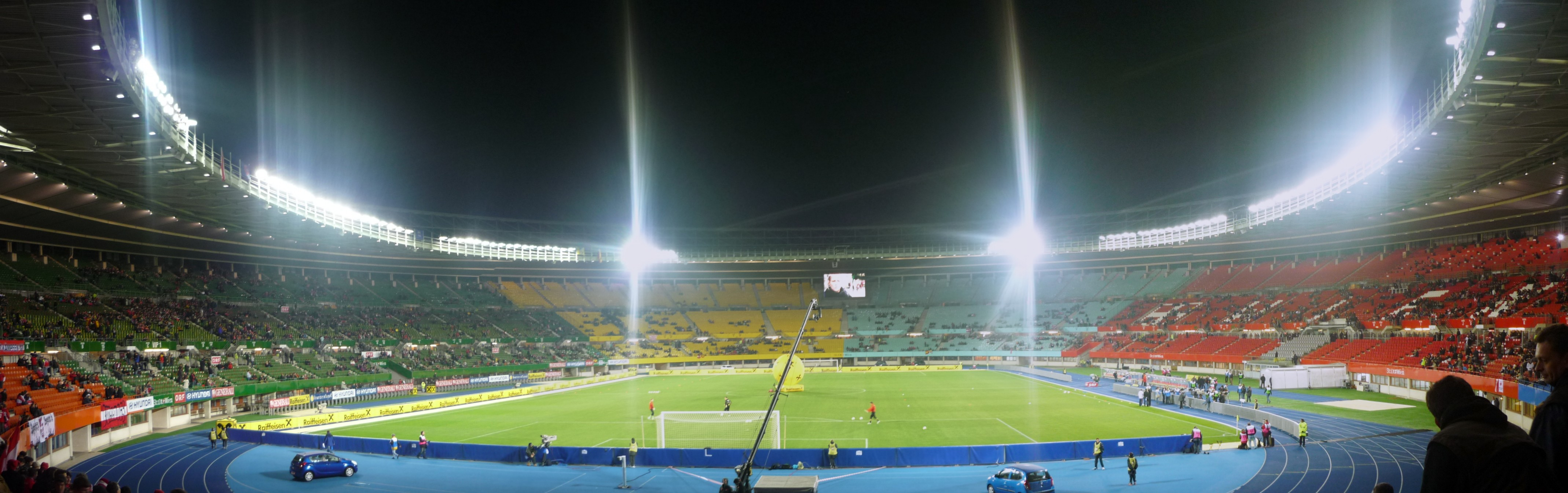
Panoramabild vom Inneren des Ernst-Happel-Stadion im November 2009
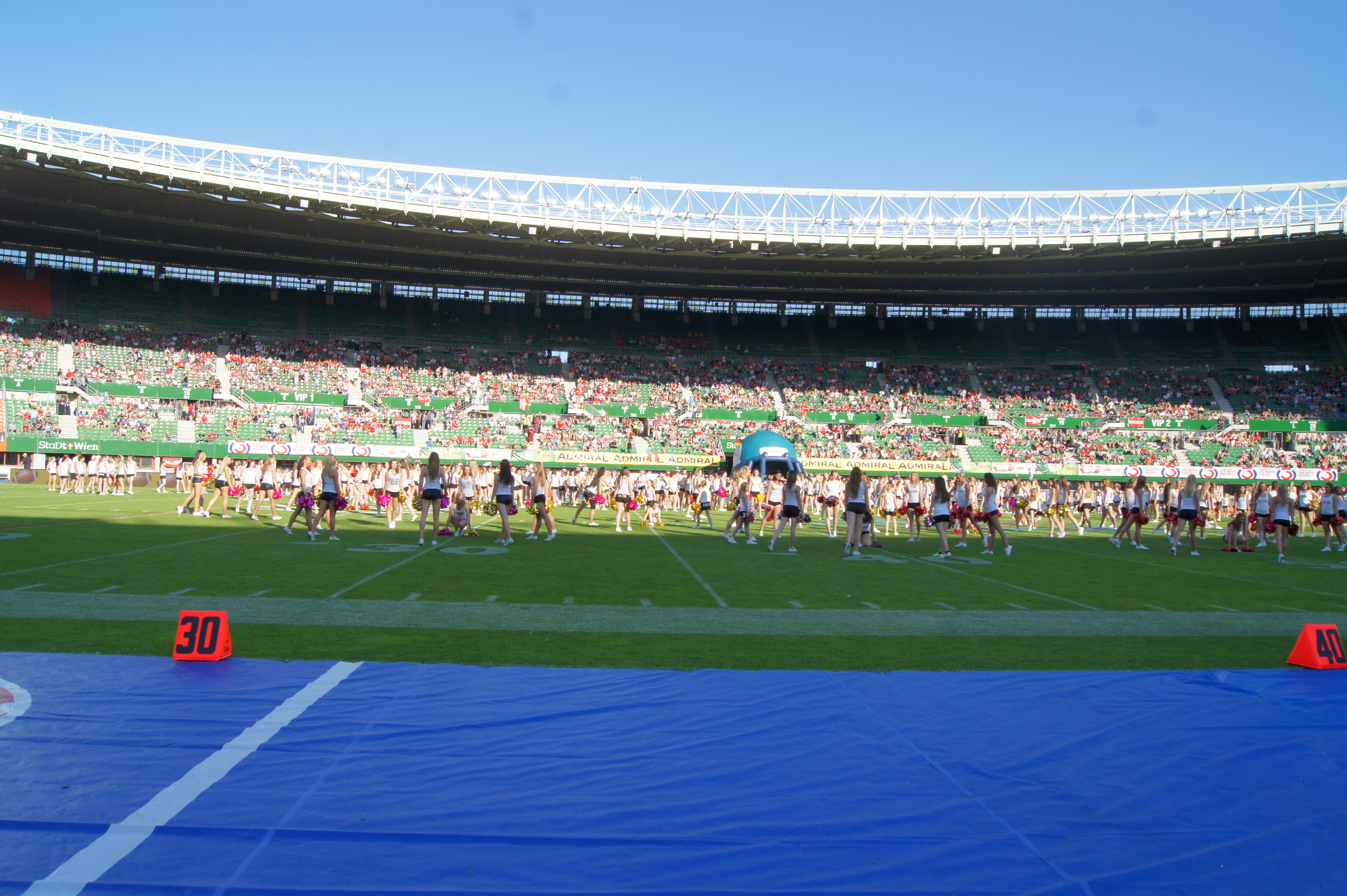
Finaltag der American-Football-Europameisterschaft 2014 im Ernst-Happel-Stadion
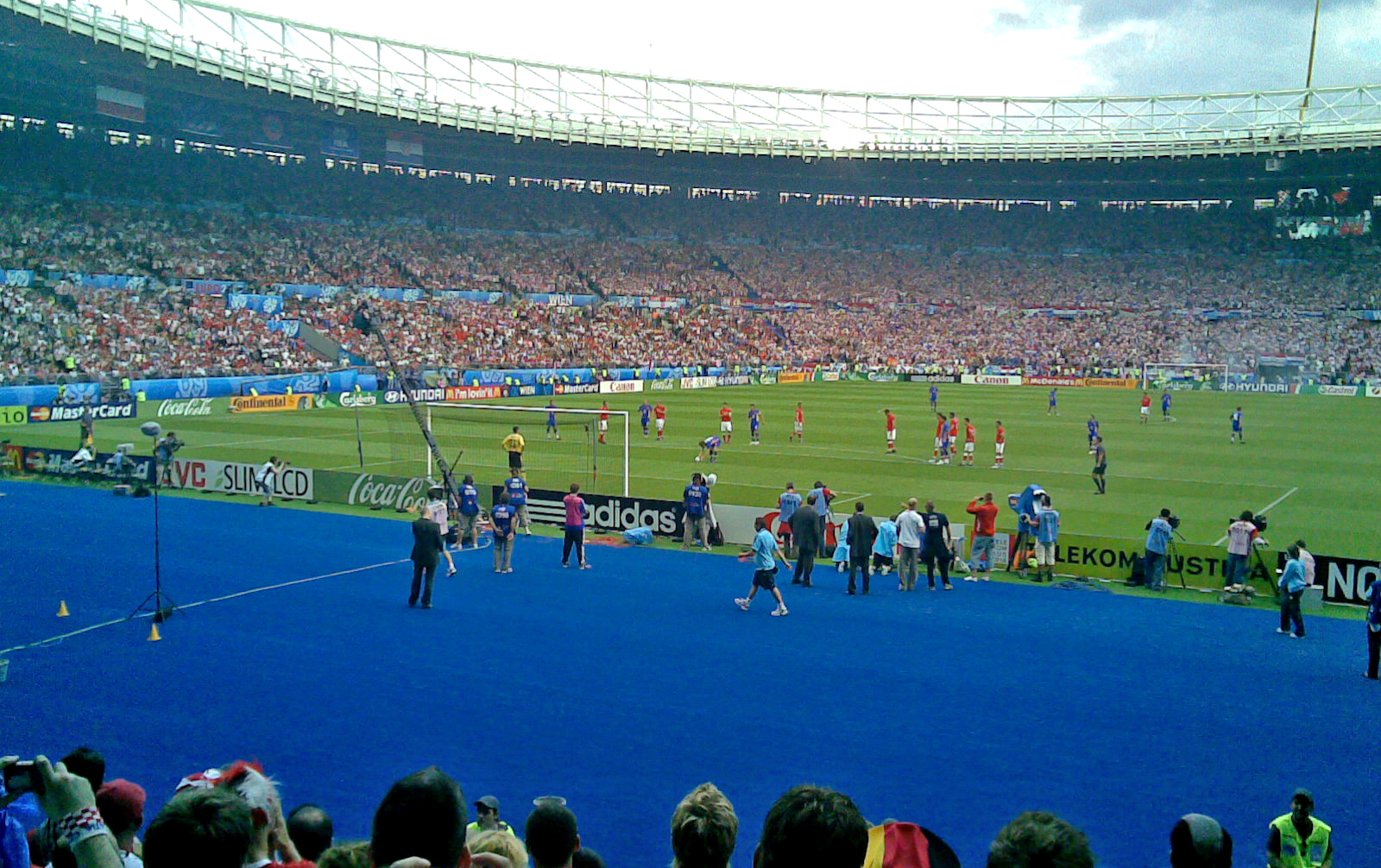
Der Elfmeter vom Spiel Kroatien gegen Österreich der EURO 2008
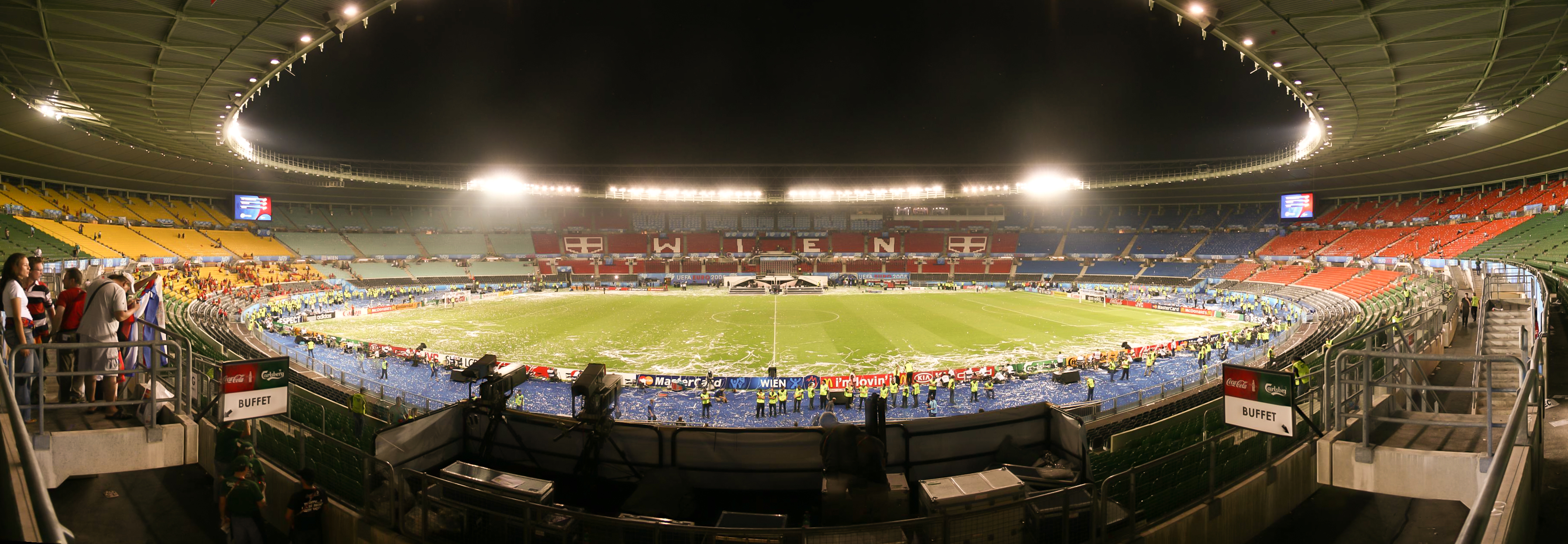
Das Ernst-Happel-Stadion nach dem Endspiel der Fußball-Europameisterschaft 2008